# Pic Casa Grande
Pour les articles homonymes, voir Casa Grande.
Le pic Casa Grande (en anglais : Casa Grande Peak) est un sommet des monts Chisos, aux États-Unis. Il culmine à 2 233 mètres d'altitude dans le comté de Brewster, au Texas. Il est protégé au sein du parc national de Big Bend.